# Карбони, Валентин
Валенти́н Карбо́ни (исп. и итал. Valentín Carboni; род. 5 марта 2005, Буэнос-Айрес) — аргентинский и итальянский футболист, атакующий полузащитник клуба «Интернационале» и сборной Аргентины, выступающий на правах аренды за «Дженоа».

## Клубная карьера
Воспитанник «Лануса» и «Катании», в 2020 году Карбони присоединился к молодёжной команде «Интернационале». 1 октября 2022 года дебютировал за основную команду итальянского клуба в матче Серии A против «Ромы».
15 июля 2023 года ушёл в сезонную аренду в «Монцу».
7 августа 2024 года Карбони на правах аренды с правом выкупа перешёл во французский клуб «Олимпик Марсель» до конца сезона 2024/25. 25 августа 2024 года дебютировал за новую команду, выйдя на замену в матче Лиги 1 против «Реймса».

## Карьера в сборной
Выступал за молодёжную сборную Италии возрастом до 17 лет и за молодёжную сборную Аргентины до 20 лет.
В марте 2023 года Карбони был впервые вызван в сборную Аргентины для участия в товарищеских матчах.

## Достижения
«Интернационале»
- Обладатель Суперкубка Италии: 2022

Сборная Аргентины
- Обладатель Кубка Америки: 2024